# Stara Varoš

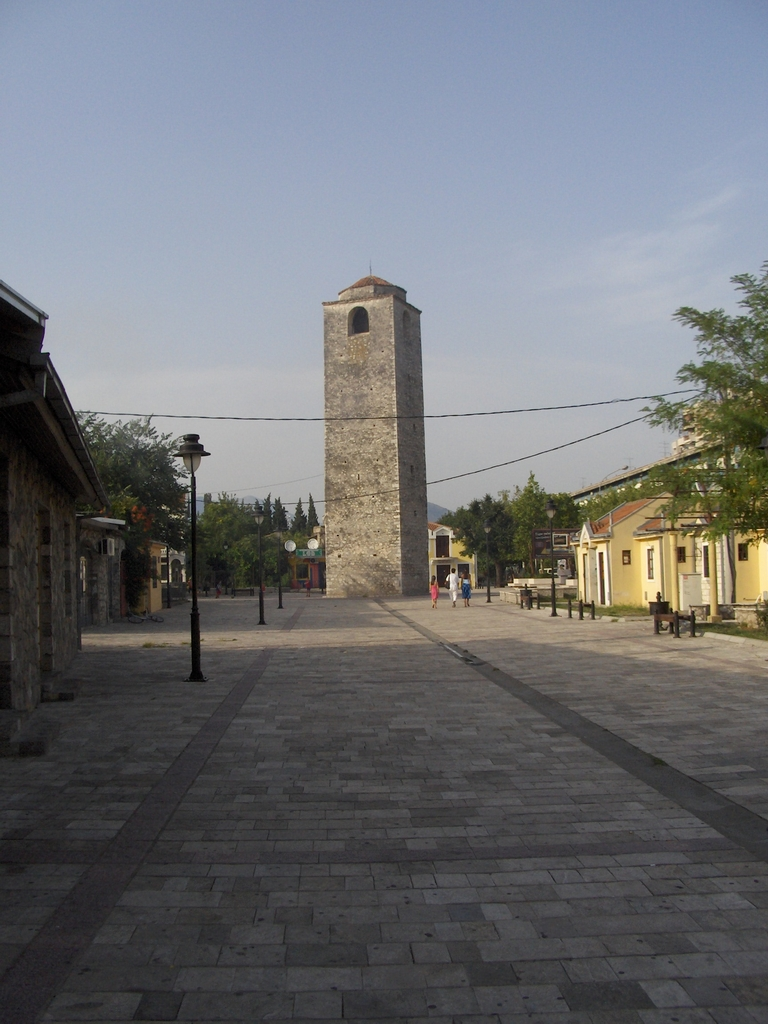
Pohled na náměstíčko Trg vojvode Bećir Bega Osmanagića s dominantou starého města - hodinovou věží Sahat-kula z přelomu 15. a 16. století

Stara Varoš (černohorsky: Стара Варош) je historická část Podgorice, hlavního města Černé Hory a tvoří dnes centrum starého města.

## Historie

### Osmanská nadvláda
Současná Stara Varoš se začala utvářet během nadvlády Osmanské říše. Roku 1486 došlo k rozvoji podgorického starého města. Vznikla zde řada domů, obchodů, chrámů, mešit nebo úřadů a Podgorica se stala především obchodním městem. Své rezidence zde měla i spousta tureckých úředníků.
Během 17. století byla Podgorica kamenným opevněným cestem.[zdroj?]
| „                                                    | Pevnost čtyřúhelníkového tvaru je postavena z kamene a opatřena mocnými baštami, střílnami a předprsněmi. Pevnost ovládá velitel se 700 statečnými muži, kteří denně svádějí boje s Černohorci. V pevnosti je 300 chatrčí, jedna mešita, sýpky na pšenici, sklad munice, děla a cisterny. Jiné stavby, jako jsou han, medresa, hamam a bazar tu nejsou. | “ |
| — Úryvek zprávy tureckého cestovatele ze 17. století | |   |

Většina Staré Varoši se nacházela za hradbami této pevnosti.

### Po nezávislosti

Plánek pevnosti Ribnica

V 18. století patřila Podgorica k Černohorské knížectví. Definitivní nezávislost Černé Hory byla uznána na Berlínském kongresu roku 1878 a hlavním městem se stalo Cetinje. Až po vyhlášení Černohorského království zažilo město velký rozvoj. Stara Varoš se stala centrem kultury. Vznikla zde například radnice a své domy tu měla spousta významných osob nejen z politiky.

### Jugoslávská doba
Po první světové válce monarchie zanikla a Černá Hora byla sloučeno se Srbskem a později vznikla Jugoslávie. Podgorica byla přejmenována na Titograd (po vůdci SFRJ Josipu Brozi Titovi) a velká část starého osmanského města zmizela.
Město bylo několikrát bombardováno – během druhé světové války a také v roce 1999. Většina pozůstalé původní Staré Varoši byla zničena.

## Významné objekty
Hodinová věž Sahat-kula

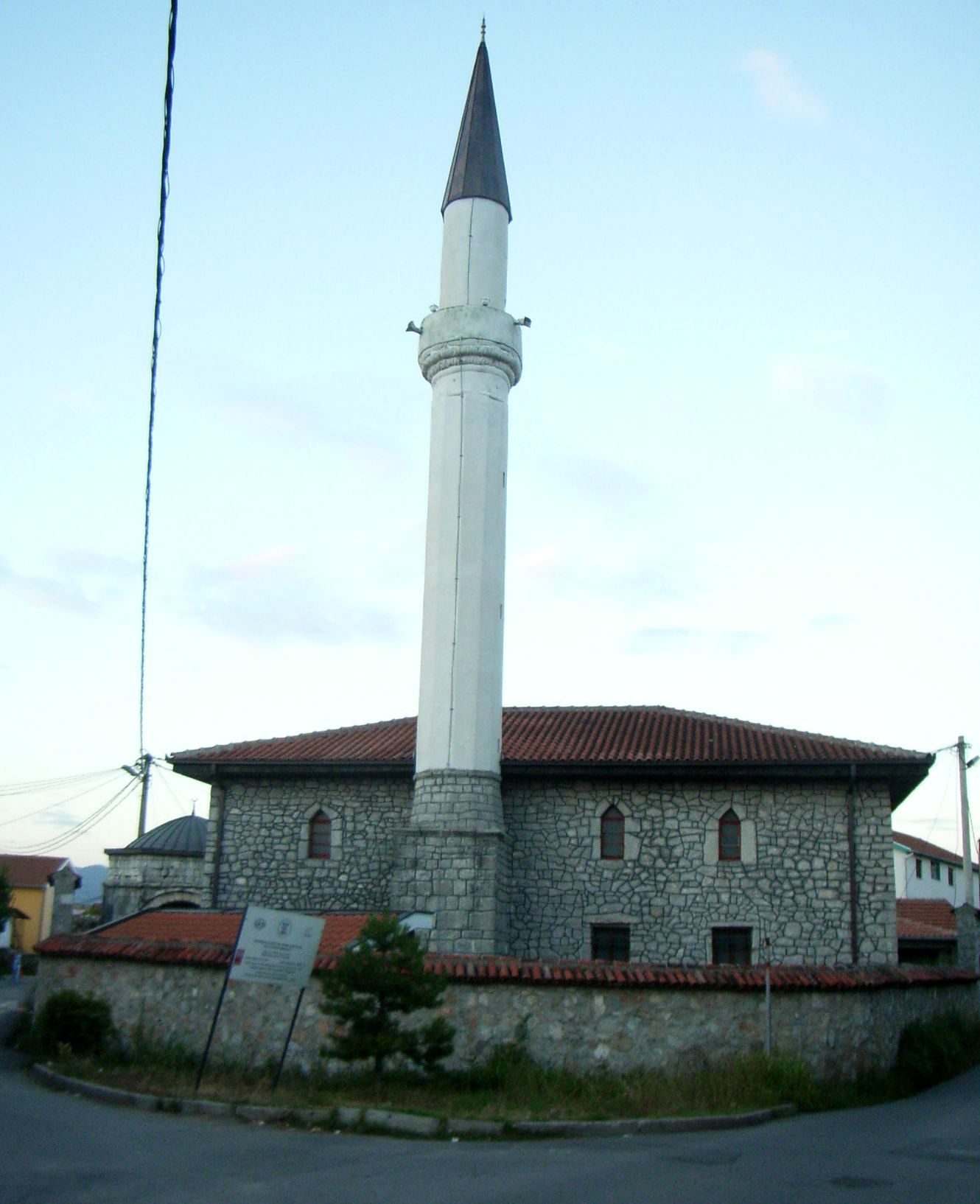
Podgorická mešita na starém městě

- Sahat-kula, hodinová věž, patří k nejzachovalejším historickým památkám celé Podgorice vůbec a dnes tvoří centrum starého města. Byla vystavěna na přelomu 15.–16. století a jako jedna z mála tureckých staveb přežila bombardování během válek i v roce 1999. Věž je vysoká 15 metrů a má tvar hranolu s podstavou čtverce 3, 7 x 3, 7 metrů. Hodiny mají stále funkční stroj z 18. století, uvažuje se ale o koupi nového a modernějšího. Ciferník pochází pravděpodobně z roku 1777. Uvnitř věže vedou schody, po kterých se lze dostat do horní místnůstky s menším bronzovým zvonem. Ten je ve věži již pátý v pořadí. Původní zvon byl dovezen až z Istanbulu. Postupně ho vystřídaly čtyři další, současný zvon nese název Petar (Петар). A rozeznívá se pouze v každé nedělní poledne, dále také během státních svátků nebo významných dnů.

Stará radnice
- Budova staré podgorické radnice se nachází na malém náměstí zvaném trg vojvode Bećir Bega Osmanagića (трг војводе Бећир Бега Османагића), naproti hodinové věži. Byla vystavěna v roce 1860. A svou funkci plnila až do roku 1917. Nyní je v budově knihovna a přednášková místnost, která je ovšem využívána jen zřídka.

Mešita
- Podgorická mešita leží v ulici Sava Lubarđe. Je to původní mešita z 16. století, která byla ovšem několikrát rekonstruována (naposledy v roce 2001). Vzhledem k muslimské menšině je pro uctívání islámského boha pravidelně otevřena.

Skaline

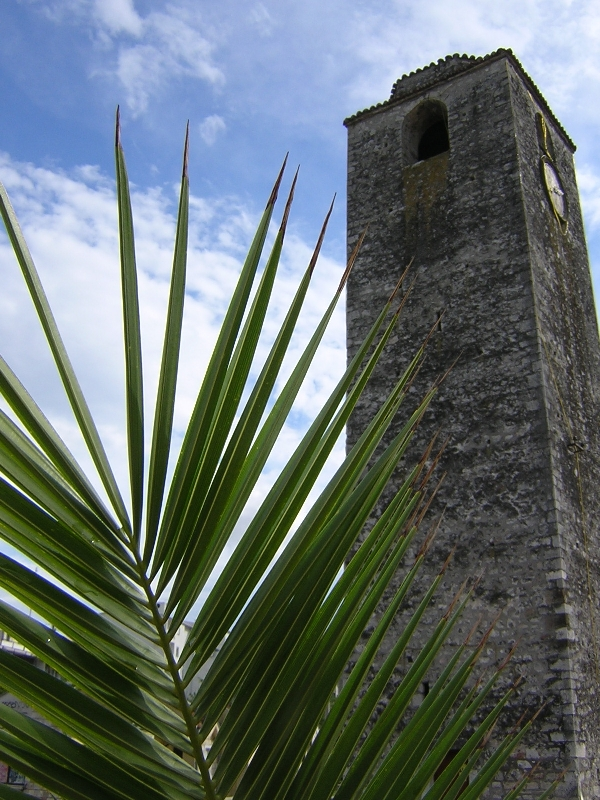
Detail hodinové věže

- Jako skaline se označuje oblast, kde se řeka Ribnica vlévá do Morače. Při ústí se nachází malé staré skalní město z Ilýrie, které bylo ovšem během turecké nadvlády přestavěno do tureckého stylu. Dochoval se například most zvaný turski nebo také část staré turecké pevnosti.

Titova rezidence
- Ve Staré Varoši se také nacházela místní rezidence maršála Tita, která byla ovšem využívána jen zřídka a v roce 1999 byla zcela zničena.

Muzeum
- V ulici Radja Jovanovića se nachází kulturně-historické oddělení podgorického městského muzea. Budova, ve které muzeum sídlí, se nazývá vila Gormočatka a postavená byla v roce 1900. V roce 1969 byla zrekonstruována.

Zajímavé jsou také původní baráčky a domy z osmanské říše, nacházející se ve spleti malých křivolakých uličkách. V těchto domech žijí ty chudší podgorické rodiny a především příslušníci muslimské menšiny. Na starém městě se také nachází spousta krásných kaváren (nejznámější z nich кафе Варошка), restaurací, galerií atd. Významná je také budova centra pro ochranu přírody.
Černohorský písničkář a textař Dragan Krstić Crni složil také populární lidovou písničku Stara Varoš.